# Huarizo
Hybride
Parent  mâle  de l'hybridation 
  Lama glama 
×

Parent  femelle  de l'hybridation 
  Vicugna pacos 
Un huarizo est un croisement entre un lama mâle et d'un alpaga femelle. 
C'est le plus commun des hybrides entre les camélidés d'Amérique du Sud. Le huarizo a tendance à être beaucoup plus petit que le lama, et leurs poils plus longs. Les huarizos sont stériles dans la nature, mais de récentes recherches génétiques menées à l' Université de Rochester dans le Minnesota suggère qu'il peut être possible de préserver la fertilité avec un minimum de modification génétique[réf. nécessaire].